# Pirbəyli
Pirbəyli è un comune dell'Azerbaigian situato nel distretto di Şamaxı. Conta una popolazione di 184 abitanti.